# Poskær Stenhus
Poskær Stenhus er Danmarks største runddysse og blev opført i Tragtbægerkulturen omkring 3.300 f. Kr. og fungerede som en fælles grav- og kultplads. Et nærliggende vandhul med navnet Porskær har givet navn til Poskær Stenhus.
Stenene i Poskær Stenhus er af imponerende størrelse. Det sekskantede gravkammer er omkranset af 23 mandshøje sten, kammeret består af fem store sten, hvorpå der ligger en næsten 12 ton tung sten, kaldet dækstenen. Gravkammeret har sandsynligvis været overdækket og skjult af en græsbeklædt jordhøj.
Dækstenen er halvdelen af en enorm granitsten, der er kommet til Danmark under den sidste istid for cirka 15.000 år siden, og dens underside er helt flad. Undersøgelser har vist, at den er blevet kløvet, og at den anden halvdel der er 19 ton tung ligger som dæksten på Grovlegård-dyssen eller Agri Dyssen omkring to kilometer væk, lidt nordvest for Agri. Stenen er måske blevet delt midtover af isens tryk eller en frostsprængning, men teknisk set kunne stenalderfolket godt have flækket af stenen ved hjælp af ild, vand og trækiler.

## Stendysser og jættestuer til stenhugst
I Danmark har store sten altid været et eftertragtet byggemateriale, og de fleste af oldtidens stendysser og jættestuer er derfor helt forsvundet eller kraftigt beskadiget af stenhugst. Poskær Stenhus er også forsøgt udnyttet til stenhugst. I 1859 forsøgte jordejer Ole Hansen nemlig at sprænge dyssens sten til byggemateriale. En kæde af vigtige mænd blev sat i gang med at standse ødelæggelsen. Først henvendte den lokale præst sig til amtmanden i Randers. Amtmanden havde forståelse for sagen. Han fik flere lokale embedsmænd til at udtale sig og indsendte oplysningerne til ”Inspektoratet for de Antikvariske Mindesmærkers Bevaring”. I 1860 blev dyssen fredet, mod at Ole Hansen fik en erstatning på 100 rigsdaler. En krudtsprængt sten uden for kammeret vidner stadig om ødelæggelsesforsøget.

## Galleri
- Poskær Stenhus er Danmarks største runddysse. Hvis man nærmer sig nordfra ad vejen gennem Mols Bjerge, får man det bedste indtryk af dens størrelse. Gravkammeret har en diameter på over to meter. Der er næsten 1,8 meter til loftet. Kammeret er omgivet af en kreds på 23 randsten.
- Panorama fra toppen af en randsten, viser dyssens størrelse.
- Omkring år 1850 ville en entreprenør omdanne Poskær Stenhus til byggesten. Han nåede at sprænge mindst en af stenene.